# Фудбалска репрезентација Омана
Фудбалска репрезентација Омана је фудбалски тим који представља Оман на међународним такмичењима и под контролом је Фудбалског савеза Омана. Иако је репрезентација званично основана 1978. године, незванично је постојала доста дуго. Међународно је признат тек децембра 2005. године.
На свим такмичењима на којима је учествовала сениорска репрезентација, Оман је увек заузимао последње место у групи. Међутим, са доласком младих играча, Оман је израстао у респектабилан тим. Репрезентација Омана никада није учествовала на Светском првенству, а два пута је учествовала на АФК азијском куп.